# Lophura leucomelanos
Lophura leucomelanos là một loài chim trong họ Phasianidae.

## Hình ảnh

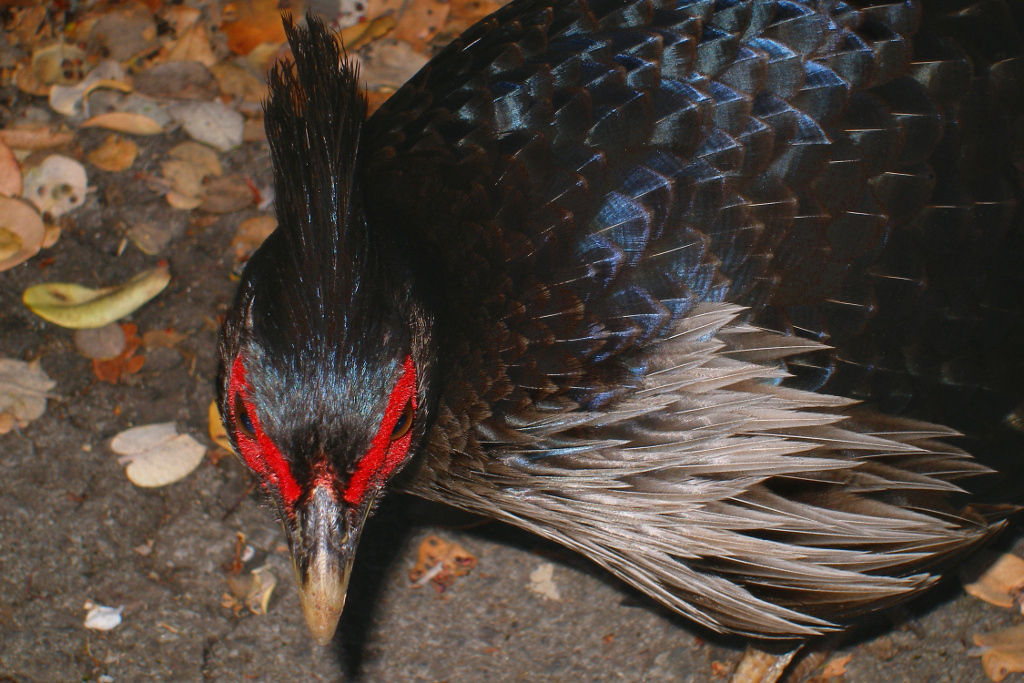
Close-up view of a male's head from Hawaiʻi Volcanoes National Park
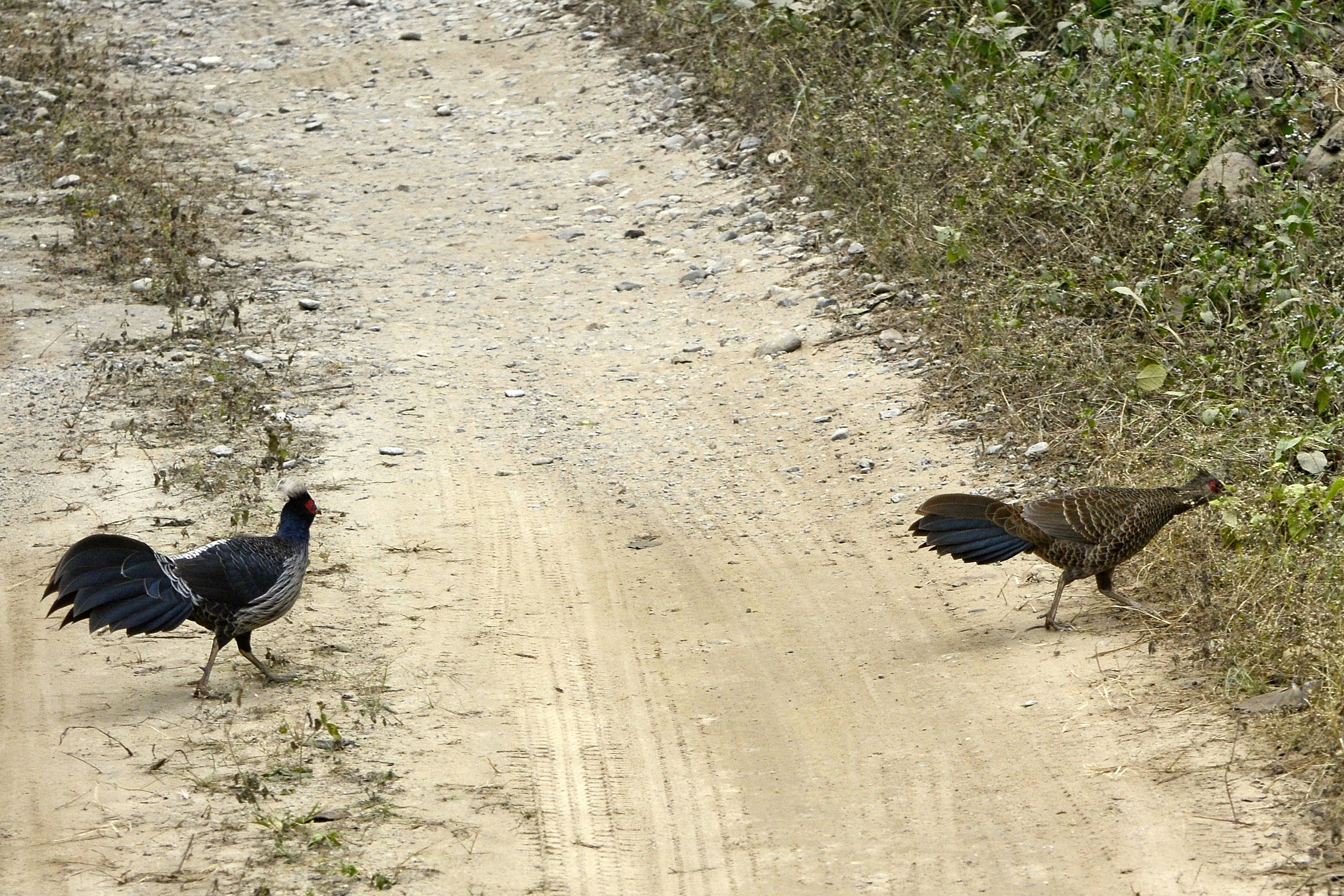
Kalij pheasant L.leucomelanos (Male and Female) from Jim Corbett National Park
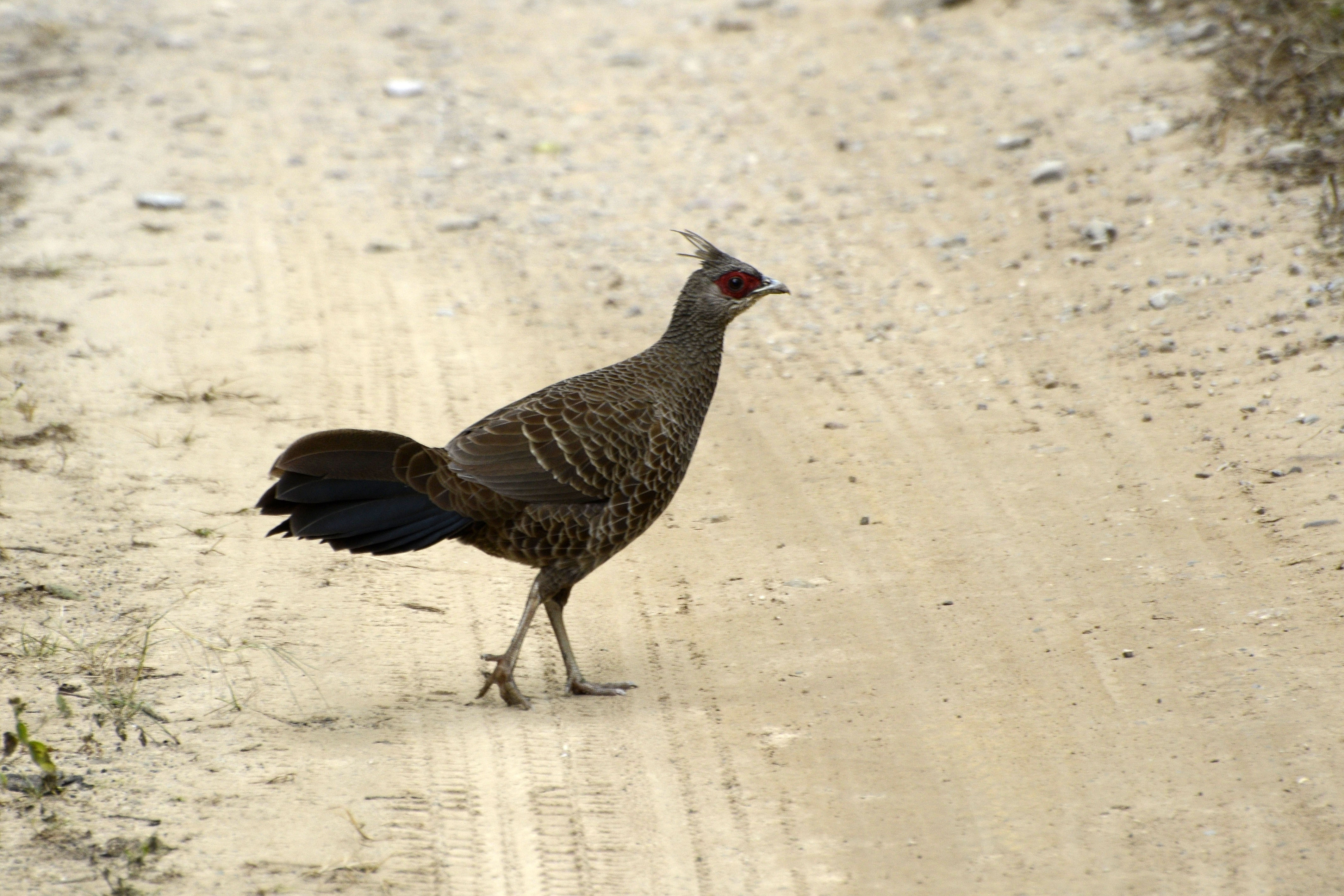
Female Kalij pheasant L.leucomelanos from Jim Corbett National Park